# William le Scrope, I conte di Wiltshire

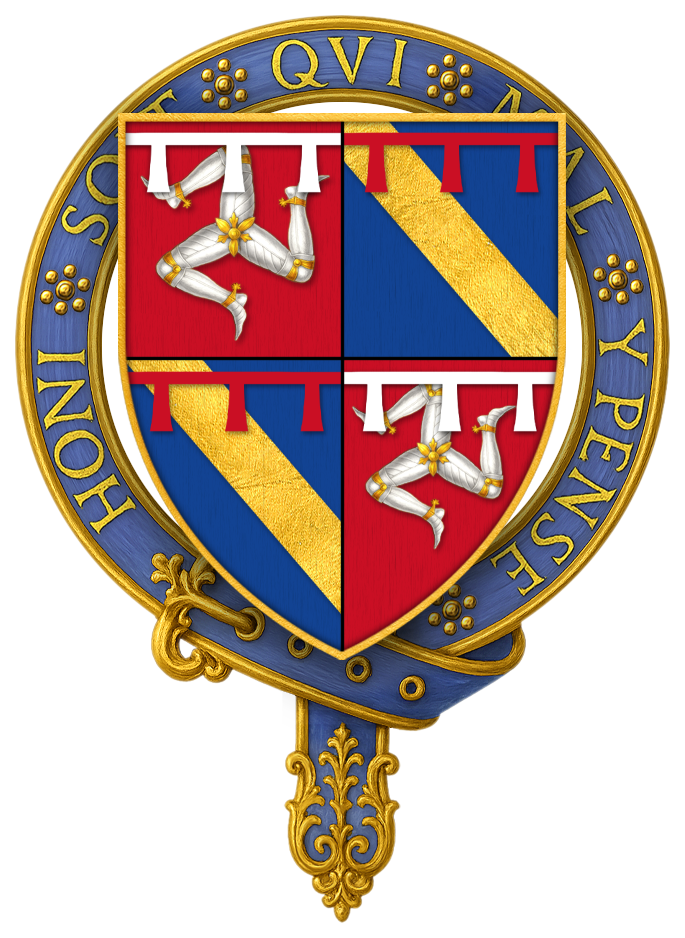
Stemma di William le Scrope.

William le Scrope (1350 – 1399) fu il primo conte di Wiltshire e re titolare di Man.

## Biografia
Era il secondo figlio di Richard le Scrope, I barone Scrope di Bolton.
Fu un soldato di ventura in Lituania, Italia e Francia, dove servì accanto a Giovanni di Gand che lo nominò siniscalco di Aquitania nel 1383.
Nel 1393 venne creato vice-ciambellano del palazzo di Riccardo II d'Inghilterra che gli concesse il castello di Marlborough nel Wiltshire. Nello stesso anno suo padre acquisì per lui l'Isola di Man da William Montacute, II conte di Salisbury, conferendogli il titolo nominale di re di Mann.
Nel 1394 divenne cavaliere dell'ordine della giarrettiera. Nel 1396 sposò Isabel Russell (?-1437), seconda figlia di Sir Maurice Russell (1356–1416) di Dyrham.
Fu invece creato conte di Wiltshire nel 1397 e divenne Lord gran tesoriere nel 1398. Di fatto, durante le assenze di re Riccardo a prendere le redini del governo era le Scrope.
Beneficiò delle proprietà confiscate di Thomas de Beauchamp, XII conte di Warwick, che era stato tenuto per qualche tempo sotto le sue mani nell'Isola di Man; accumulò inoltre il controllo di un certo numero di castelli in posizione strategica.
Nel 1399 ricevette per volontà testamentaria di Riccardo 2000 marchi.
Era stato strettamente coinvolto nel secondo matrimonio del re con la piccola Isabella di Valois nel 1396 e fu fatto guardiano di Isabella nel castello di Wallingford, di cui divenne castellano quando il re si recò in Irlanda nel 1399.
Insieme a Sir John Bussy, Sir William Bagot e Sir Henry Green le Scrope divenne per assistere il duca di York nella difesa del reame durante l'assenza di Riccardo, quando l'esiliato Henry Bolingbroke, duca di Hereford colse l'occasione per invadere il paese. Scrope venne catturato con Bussy e Green quando il castello di Bristol si arrese all'invasore il 28 luglio 1399. I tre vennero sommariamente condannati a morte senza subire processo nel castello di Bristol e le loro teste vennero portate a Londra per essere esposte sul London Bridge. Dopo l'ascesa al trono di Hereford col nome di Enrico IV, il parlamento confermò la sentenza e ordinò che le proprietà del conte e il titolo fossero annessi alla corona.